# Khorol (rivière)
Pour les articles homonymes, voir Khorol (homonymie).
La Khorol (en ukrainien et en russe : Хорол) est une rivière d'Ukraine et un affluent droit de la Psel, dans le bassin hydrographique du Dniepr.

## Géographie
La Khorol arrose les oblasts de Poltava et de Soumy. Elle est longue de 308 km et draine un bassin de 3 340 km2. La Khorol prend sa source sur le plateau de Poltava, dans l'oblast de Soumy. Son cours supérieur est dirigé vers le sud. La Khorol s'enfonce ensuite dans le plateau de Poltava, toujours en direction du sud. En aval, la Khorol a une direction sud-est et rejoint la Psel dans l'oblast de Poltava.

## Affluents
Le principal affluent de la Khorol est la rivière Lypova Dolyna.

## Histoire
En 1185, les princes russes Riourik et Sviatoslav remportèrent sur ses rives une victoire sur les Kiptchaks.

## Villes
La Khorol arrose les villes de Myrhorod et de Khorol, qui lui doit son nom.

## Source
- (ru) Grande Encyclopédie soviétique